# Цокур

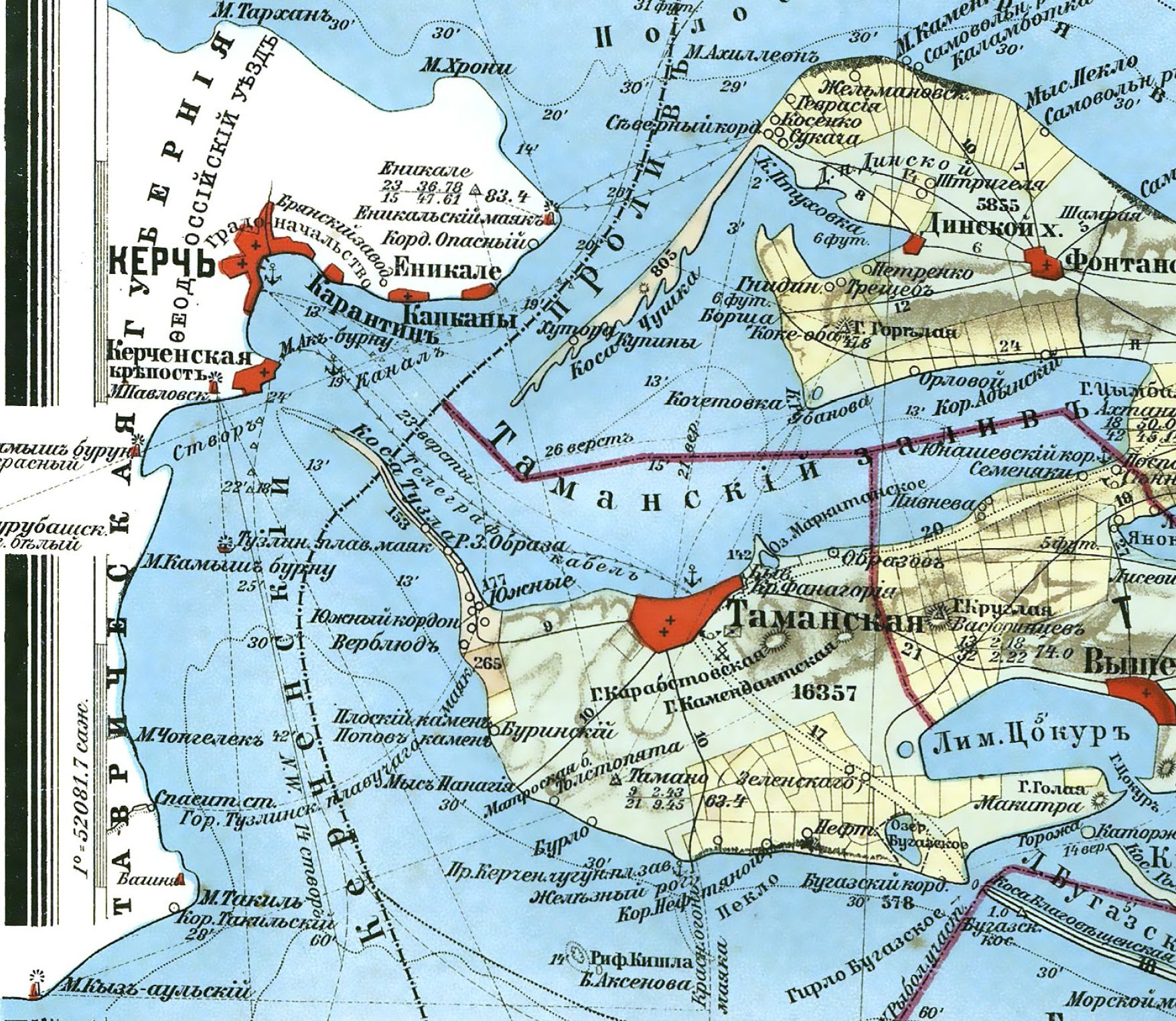
Лиман Цокур

Цо́кур — лиман в Темрюкском районе Краснодарского края России, расположенный в центральной части Таманского полуострова. Относится к Кизилташской группе кубанских лиманов.
Лиман имеет форму неправильного прямоугольника, вытянутого в широтном направлении. Площадь его составляет 34 км². Ранее Цокур представлял собой северо-западный залив Кизилташского лимана и был пресным водоёмом, однако постепенно речные отложения Кубани отделили его и превратили в озеро, которое со временем обмелело и стало солёным.
На берегах лимана расположена станица Вышестеблиевская, посёлки Виноградный и Прогресс.